# L3Harris Technologies
L3Harris Technologies ist ein US-amerikanischer Rüstungskonzern. Das Unternehmen entwickelt, produziert und vertreibt hauptsächlich Produkte für die Elektronische Kampfführung. Der Konzern entstand 2019 durch die Fusion von L3 Technologies mit der Harris Corporation.

## Geschichte
Im Dezember 2022 wurde die Absicht von L3Harris zur Übernahme des Raketentriebwerksherstellers Aerojet Rocketdyne öffentlich. Die Übernahme soll einen Wert von 4,7 Milliarden US-Dollar besitzen.

## Produkte
L3Harris entwickelt unter anderem Luft- und Seedrohnen, Kommunikationssysteme für Streitkräfte und Systeme zur Luftraumüberwachung.
Für die in den 2020er Jahren entwickelten Kriegsschiffe der Constellation-Klasse der United States Navy integriert L3Harris ein neues, zentralisiertes Leitsystem für die Maschinenanlage. Dabei setzt die Firma auf Open-Source-Entwicklungstools, um dem Obsoleszenzrisiko über die geplante Einsatzdauer der Schiffe zu begegnen.:24–25